# 天海いずみ
天海 いずみ（あまみ いずみ、1981年2月14日 - ）は、日本のAV女優。
北海道出身。

## 略歴
2002年、『好きにして…』でAVデビュー。
「天海 ゆう」の芸名でも活躍した。

## 作品

### アダルトビデオ
2002年
- 6月14日 美令奴マゾ倶楽部（共演：桜あつこ、アヴァ）
- 7月26日 好きにして（宇宙企画）
- 8月24日 ヴァージンバニーは蜜の味（宇宙企画）
- 9月21日 桃尻美肉愛奴（アヴァ）
- 10月25日 Double！3 女だけのヨーロピアンバカンス（天海ゆう名義、共演：鈴森麻衣、桃太郎映像出版）
- 11月8日 BEJEAN 17（天海ゆう名義、桃太郎映像出版）
- 12月1日 超-股間のアングル（天海ゆう名義、ワンズファクトリー）
- 12月5日 痴女教師（天海ゆう名義、ドリームチケット）
- 12月6日 Wild Thing（天海ゆう名義、桃太郎映像出版）
- 12月6日 貴男の味方（天海ゆう名義、ワープエンタテインメント）
- 12月12日 和服見返り美人（天海ゆう名義、TMA）

2003年
- 1月7日 Triple Extasy（麒麟堂）
- 2月14日 中出しスペシャル（天海ゆう名義、桃太郎映像出版）
- 5月16日 従順-いいなり-（天海ゆう名義、GUTS）

以下総集編
2002年
- 宇宙企画 THE BEST EPISODE 2002（11月20日、宇宙企画）オムニバス作品、他出演多数
- ウルトラ ミックス 天海いずみ（12月12日、宇宙企画）

2003年
- CHARMS 桃太郎2002年下半期を代表するカワイイ娘をPICK UP（3月15日、桃太郎映像出版）オムニバス作品 他多数出演
- ゴージャス アイズからの贈り物（5月1日、桃太郎映像出版）
- 桃太郎 THE BEST 5 M女、S女（6月27日、桃太郎映像出版）
- 桃太郎 THE BEST 5 舐めちゃう舐められちゃう（6月27日、桃太郎映像出版）
- THE BEST OF WANZ 2003 VOL.2（7月1日、ワンズファクトリー）
- BEST HIT 2003年 ドリームチケット 上半期総集編（7月3日、ドリームチケット）オムニバス作品 他多数出演
- 淫語バーチャル痴女劇場。（8月7日、ドリームチケット）オムニバス作品 他多数出演
- ECSTASY（8月16日、GUTS）他出演:渡瀬晶
- THE BEST ミニスカ痴女の誘惑 2（8月20日、ワープエンタテインメント）オムニバス作品 他多数出演
- 御礼 出産祝い（8月22日、桃太郎映像出版）オムニバス作品 他多数出演
- BEST OF DREAMTICKET EX◆SPECIAL（10月3日、ドリームチケット）オムニバス作品 他多数出演
- 従順 〜いいなり〜 THE BEST COLLECTION（10月18日、GUTS）他出演:渡瀬晶、すぎはら美里、音咲絢
- デジフェラ 3 有名女優編（10月31日、桃太郎映像出版）オムニバス作品 他多数出演
- ビージーン Best Selection 3枚組（11月7日、桃太郎映像出版）オムニバス作品 他多数出演
- THE BEST ジュルフェラクィーンCONTEST PART.2（11月19日、ワープエンタテインメント）オムニバス作品 他多数出演
- 桃太郎 THE BEST 6 たれながし汁（11月21日、桃太郎映像出版）オムニバス作品 他多数出演
- 男は女の手でシコる 〜手コキマニア専用〜（12月16日、GUTS）オムニバス作品 他多数出演
- 宇宙企画 Debut Collection 4（12月26日、宇宙企画）オムニバス作品 他多数出演

2004年
- 中出し全集 第八巻（2月20日、桃太郎映像出版）他出演、夏木亜矢（夏樹亜矢）、ともさか愛
- 桃尻美肉愛奴 天海いずみ（4月26日、アヴァ）
- THE BEST 看護してあげる2 〜ワープクリニックナース11名の治療カルテ〜（6月16日、ワープエンタテインメント）オムニバス作品 他多数出演
- 桃太郎 THE BEST 7 悩殺！超フェロモン 美乳軍団（6月18日、桃太郎映像出版）
- TMA超絶Queen極6時間（7月16日、TMA）
- 野外で乱れる女たち（8月20日、桃太郎映像出版）
- THE 女教師スペシャル [15人の悪魔]（9月3日、ドリームチケット）
- 乱れ髪（9月24日、桃太郎映像出版）
- 宇宙企画COMBO!4時間 コスプレ編（9月24日、宇宙企画）
- GUTS総集編 2003年4月〜2004年6月発売分（12月16日、GUTS）

2005年
- 和服COLLECTION 4時間（3月4日、TMA）
- 超-股間のアングル 4時間DX 2（7月1日、ワンズファクトリー）

2006年
- Tokyo Hills Lady [昼間に愉しむオンナ]（4月15日、ワープエンタテインメント）オムニバス作品 他出演:瀬戸準、沙耶華（京乃あづさ）、寧々、雛乃つばめ